# Attagenus quadrimaculatus
Attagenus quadrimaculatus is een keversoort uit de familie spektorren (Dermestidae). De wetenschappelijke naam van de soort werd in 1858 gepubliceerd door Ernst Gustav Kraatz.